# クンフー・マスター 洪熙官
『クンフー・マスター 洪熙官』（クンフーマスター はんかーろ、原題：洪熙官、英題：The Kung Fu Master）は1994年に香港の亜洲電視で放送されたドニー・イェン主演のテレビドラマ。香港での初回放映は1994年8月15日から9月23日まで、月曜～金曜の19:25-20:30。全30話。日本で発売されたDVDはその30話のうち1～5話のダイジェストを1本にまとめたもの。日本語タイトルのハン・カーロとは中国大陸で使われる普通話読み。日本版DVDの音声は香港で話される広東語なのでセリフでは「ホン・ヘイクン」と呼ばれている。

## 解説
タイトルになっている洪熙官（ハン・カーロ）とは、清代の乾隆年間に少林寺にて拳法を学び、洪家拳の基礎を築いたとされている。方世玉、方孝玉、方美玉兄弟や梁亚松らとともに少林十虎とも、また少林五祖のひとりともかぞえられ、「反清復明（清を滅ぼし明を復興する）」を掲げたこの時代の反清運動を支えた英雄として多くの映画ドラマで取りあげられ、数々の功夫スターが演じてきた。長らく民間伝承であるとされてきたが2014年には墓が発見されたという報道もあった人物だが、真偽のほどは不明。
全30話あるドラマのうち1～5話のダイジェストを1本にまとめたDVDが日本で発売され、そこでは洪熙官（ドニー・イェン）が両親の復讐を遂げ少林寺で修行をすることを決意する場面で終わっているが、その後修行する少林寺で盟友となる方世玉（ニック・チョン）と出会い、死んだと思っていた父親との再会や、かつての親友の裏切り、秘密結社で知り合った厳詠春とのロマンスなども盛り込まれ、少林寺の焼き打ちシーンも登場、主人公カーロの人間的成長と反清運動を軸としたアクションドラマが展開する。

## あらすじ
清朝政権下、満州族の支配する中国。その軍の武術師範をつとめる父、洪亭南に反発し家を出ていた洪熙官は、父の50歳の誕生日を祝うために故郷に帰って来た。道中、雨で流された橋をたった一人で支える怪力男に感心した熙官であったが、怪力男は彼の親切心を受け取らない。
一方、満州人で総督の息子、碩托はかつて熙官と手合わせをし傷を負わされた恨みを忘れていなかった。碩托は熙官の親友である漢人高進忠を罠に陥れ、金で雇った童千斤と熙官の果たし合いを命じる。しかしその対戦相手の千斤は盲目の母のため苦労するあの怪力男。総督や碩托、父亭南の見守るなか彼との勝負に勝ったが、千斤は賭けに負けた観衆に蔑まれ家まで襲われてしまう。彼と母親に金を渡し街から送りだす熙官と仲間達。「あなたは恩人だ、これからは大哥（兄貴）と呼ばせてくれ」と感謝して親子は旅に出た。
世は満州族の天下、そこでは「反清復明」を旗印に日月会と名乗る漢人の機密結社が暗躍していた。その統領赤龍に偶然出会った熙官は弟子入りを申し出るが聞き入れてもらえない。実は教練の師範とは仮の姿で、赤龍こそ父洪亭南その人であった。まもなく乾隆帝が祭祀のためにこの地を訪れるという千載一遇に亭南は妻と熙官を遠くに旅立たせることにする。それを拒否する熙官に棒術で負けたら大人しく出てゆけと告げる父。勝負に負けた熙官はその技から父親が実は赤龍であることに気が付き、旅の途中目撃した本物の乾隆帝の一行に、華々しい祭祀の場にいるのは替え玉で日月会が総督の策略にはめられたことを告げに馬を走らせる。反勢力を一網打尽にしようとする激しい戦闘で総督の息子碩托を人質にし遁走する日月会のなかには熙官の姿もあった。しかし狡猾な碩托によって目前で母を殺されまた父をも殺害された熙官は復讐を強く誓う。

## キャスト
| 役名                                            | 俳優                         | 日本語吹替 | 備考         |
| ----------------------------------------------- | ---------------------------- | ---------- | ------------ |
| 洪熙官（ハン・カーロ）                          | ドニー・イェン（甄子丹）     | 川島得愛   |              |
| 洪亭南（ハン・ティイム） / 赤龍（チェッ・ロン） | プン・チーマン（潘志文）     | 石塚運昇   |              |
| 婉婉（ユェンユェン）                            | アンナ・ン（吳浣儀）         | 西宏子     | 熙官の母     |
| 江錦綸（カムルン）                              | アンソニー・タン（鄧浩光）   | 室園丈裕   |              |
| 碩托（セットク）                                | ン・ティンイップ（吳廷燁）   | 咲野俊介   |              |
| 高進忠（コウ・ジョンチョン）                    | イェン・チーキョン（甄志強） | 土田大     |              |
| 厳詠春（イム・ウィンチュン）                    | エリカ・チョイ（蔡曉儀）     | 甲斐田裕子 |              |
| 童千斤（トン・チンタン）                        | リァン・シア（梁日豪）       | 上田陽司   |              |
| 馮道德（フォン・ドータック）                    | 煒烈                         | 諸角憲一   | 武当派の首領 |
| 哈薩多（ハー将軍）                              | ロー・リエ（羅烈）           | 小山武宏   | 漢人の官僚   |
| 三戒和尚                                        | ホン・イーサン（韓義生）     | 松井範雄   |              |
| 三德和尚                                        | ン・ガイチョン（吳毅將）     | 望月健一   |              |
| モック総督                                      |                              | 宗矢樹頼   |              |
| イム副頭領                                      |                              | 水内清光   |              |

## スタッフ
言語 - 広東語
製作会社 - 亜洲電視
- 制作 - 張婉貞
- プロデューサー - チャン・ユーチウ（陳宇超）
- 脚本 - ユェン・カイチー（阮繼志）、劉小群
- 監督 - ベニー・チャン他
- 武術顧問 - ドニー・イェン
- 武術指導 - マー・ヨクセン（馬玉成）

- 主題歌 - 『理想』
  - 曲　チャン・クォンウィン / コンフォート・チャン（陳光榮）
  - 詞　楊紹鴻
  - 歌　ドニー・イェン